# Vizcondado de Rambouillet
El vizcondado de Rambouillet es un título nobiliario español creado por el rey Carlos IV mediante Real Decreto de 26 de diciembre de 1789 en favor del financiero francés, afincado en España, Francisco Cabarrús.
Se trató de un vizcondado previo para la posterior concesión del condado de Cabarrús, quedando suprimido tras el pago de impuestos y la concesión del segundo. Sin embargo, en fecha posterior fue rehabilitado por la reina Isabel II en favor del primogénito de la iii condesa de Cabarrús.

## Vizcondes de Rambouillet
| Titular                      | Titular                                                  | Periodo                |
| Creación por Carlos IV       | Creación por Carlos IV                                   | Creación por Carlos IV |
| ---------------------------- | -------------------------------------------------------- | ---------------------- |
| I                            | Francisco Cabarrús Lalanne                               | 1789                   |
| Rehabilitación por Isabel II |                                                          |                        |
| II                           | Cipriano Fernández de Angulo y Cabarrús                  | 1856-1911              |
| III                          | Luis Fernández de Angulo y Semprún                       | 1914-1974              |
| IV                           | Francisco Javier Fernández de Angulo y Losada            | 1975-1989              |
| V                            | Manuel María Fernández de Angulo y Gómez de las Cortinas | 1989-pres.             |

## Historia de los vizcondes de Rambouillet
I. Francisco Cabarrús Lalanne (Bayona, 8 de octubre de 1752-Sevilla, 27 de abril de 1810), i vizconde de Rambouillet, i conde de Cabarrús y barón de Rambouillet (en Francia), financiero de origen francés, primer director del Banco Nacional de San Carlos. Fue vizconde de Rambouillet con carácter previo a la concesión final del concado de Cabarrús.
Casó en 1772 con María Antonia Galabert de Casanova (1755-1827). Tuvieron tres hijos: Domingo, Teresa y Francisco. El 31 de mayo de 1856 le sucedió, por rehabilitación, su tataranieto:
II. Cipriano Fernández de Angulo y Cabarrús (a veces llamado Cipriano Fernández de Angulo y Kirkpatrick; Madrid, 11 de junio de 1847-Madrid, 5 de enero de 1911), ii vizconde de Rambouillet y iv conde de Cabarrús.
Hijo de Paulina Cabarrús y Kirkpatrick, iii condesa de Cabarrús, quien solicitó para su hijo la rehabilitación del título. Casó en Madrid con Clotilde de Semprún Pombo. Con descendencia, el primogénito, Cipriano, cedió sus títulos a su hermano, que sucedió:
III. Luis Fernández de Angulo y Semprún (Madrid, 9 de diciembre de 1884-Madrid, 5 de abril de 1974), iii vizconde de Rambouillet y v conde de Cabarrús.
Casó en Madrid con María Asunción Losada González. En 1975 le sucedió su hijo:
IV. Francisco Javier Fernández de Angulo y Losada (Madrid, 13 de diciembre de 1935), iv vizconde de Rambouillet y vi conde de Cabarrús.
Casó con Teresa Vara del Rey Reus. Tras reclamar la sucesión, por sentencia, le sucedió su primo, nieto de Cipriano Fernández de Angulo y Semprún:
V. Manuel María Fernández de Angulo y Gómez de las Cortinas, v vizconde de Rambouillet y vii conde de Cabarrús.